# نیکوش شکالکوتاس
نیکوش شکالکوتاس (یونانی: Nίκος Σκαλκώτας؛ ۲۱ مارس ۱۹۰۴ – ۱۹ سپتامبر ۱۹۴۹) یک آهنگساز اهل یونان بود.
او دانش‌آموختهٔ «کنسرتوار آتن» و بعدها از شاگردان «روبرت کان»، «پاوِل یوئون»، «فیلیپ یارناخ»، «کورت وایل» و «آرنولد شونبرگ» بود.
موسیقی او، متأثر از موسیقی کلاسیک و موسیقی سنتی یونان است.